# Serviço de proteção ao crédito
O serviço de proteção ao crédito (SPC), ou bureau de crédito, é um serviço de informações de crédito, que utiliza informações de adimplência e inadimplência de pessoas físicas ou jurídicas para fins de decisão sobre crédito.
Além de manter um registro com informações sobre dívidas negativadas, os serviços de proteção ao crédito também disponibilizam um score (pontuação), que indica a confiabilidade do pagador. Esse score costuma ser consultado por empresas antes da liberação de transações que incluem risco financeiro.
Hoje em dia, os serviços de proteção ao crédito ainda oferecem diversas soluções financeiras para os consumidores, como consulta de CPF, negociação de dívidas e empréstimos.

## No Brasil
No Brasil, o serviço de proteção ao crédito é prestado por bureaux de crédito públicos (como o Banco Central) ou privados (empresas privadas que atuam nesse setor).

### História
No ano de 1955, o fundador das "Casas Minerva Roupas Ltda." solicitou à Associação Comercial de São Paulo (ACSP) que esta se responsabilizasse pela centralização dos dados do comércio. Em 14 de julho do mesmo ano, a ACSP, em acordo com os lojistas, criou o primeiro serviço de proteção ao crédito.
Historicamente, a concessão de crédito no Brasil sempre foi baseada exclusivamente nos registros de inadimplência, utilizado para checar o histórico de mau pagamento de consumidores ou empresas.
Em junho de 2011 houve uma mudança nesse cenário, já que entrou em vigor o cadastro positivo, disponibilizando dados que informam a pontualidade de consumidores e empresas no pagamento de suas contas em dia.
A pontuação do cadastro positivo, também chamada de score, é calculada com base nas informações dos serviços de proteção ao crédito, como renda, dados financeiros pessoais e de familiares de primeiro grau e histórico de pagamentos.
Desde 2019, após uma mudança na lei, a criação do cadastro positivo se tornou automática. Assim, os serviços de proteção ao crédito têm liberdade avaliar as informações do consumidor e disponibilizar o acesso à pontuação sem solicitar autorização prévia. Porém, é direito do consumidor solicitar a remoção do cadastro, caso assim queira.

### Como é feito o cadastro na lista de negativação
As empresas podem entrar com o pedido de negativação 1 dia após o não pagamento de uma fatura ou boleto. Porém, a maioria das empresas trabalha com um prazo que varia entre 15 e 90 dias para fazer a solicitação.
Após o pedido, as empresas de proteção ao crédito precisam entrar em contato com a pessoa em risco de ser negativada, e ela tem 10 dias para regularizar a situação. Caso não haja nenhuma mudança, o CPF do inadimplente entra como registro negativado.
De acordo com o art. 43, § 1° do Código de Defesa do Consumidor, a empresa credora tem o prazo máximo de cinco anos, a partir da data em que venceu a dívida, para fazer a cobrança judicial e a inscrição dos dados do consumidor nos serviços de proteção ao crédito.
Após esse período, o registro da dívida em nome do consumidor deve ser removido dos cadastros de inadimplentes. Entretanto, isso não significa que a dívida deixa de existir - ainda é possível fazer cobrança extrajudicial, com adição de juros e outros encargos acumulados ao longo do tempo.

### Como retirar o nome da lista de inadimplente
Ao tomar ciência de que seu nome consta na lista de inadimplentes de órgãos de proteção ao crédito, o primeiro passo é identificar qual o tipo de pendência que esta registrado.
- No caso de empresas de varejo, utilities, bancos e financeiras, deve-se entrar em contato com o credor para negociar a dívida. Caso seja feito um acordo para pagamento da dívida, a empresa que solicitou a inclusão do débito junto aos órgãos de proteção ao crédito deverá solicitar a exclusão da informação em até cinco dias úteis. Algumas empresas já procedem com a remoção após o pagamento da primeira parcela do acordo.[2]

- No caso de cheques devolvidos (a partir da segunda devolução é anotado no Cadastro de Emitentes de Cheques sem Fundos (CCF) do Banco Central do Brasil), deve-se recuperar o cheque junto ao fornecedor. Depois, deve-se apresentar o cheque com a comprovação da quitação na agência bancária vinculada ao cheque, e solicitar a exclusão do cadastro do CCF.
- No caso de títulos de protesto originados de nota promissória, duplicata, letra de câmbio ou cheque sem fundo, deve-se procurar o cartório no qual foi lavrado o débito. Deve-se solicitar uma certidão a fim de obter informações de identificação (nome, telefone e endereço) da pessoa que protestou. Então, é necessário entrar em contato e quitar o débito, para depois solicitar o título (documento que gerou o protesto) e uma carta de anuência ou recibo de pagamento. Por fim, deve-se apresentar esses documentos no cartório onde o título foi apresentado para que a baixa seja efetuada.[9]

### Negativação indevida
Em algumas situações, o consumidor pode ser vítima de uma negativação indevida, que acontece quando há o registro de uma dívida inexistente nos serviços de proteção ao crédito.
O principal motivo que leva a uma negativação indevida são os erros de cadastro das empresas credoras, que geralmente ocorrem nas seguintes situações:
- A dívida ou o acordo já foram pagos, mas não houve atualização dos cadastros de inadimplentes;
- O consumidor cancelou o contrato de um serviço e o cancelamento não foi efetuado pela empresa, levando à continuidade das cobranças;
- A dívida negativada prescreveu depois do prazo de cinco anos, mas os registros nos órgãos de proteção ao crédito não foram atualizados.[2]

Além desses casos, também existe o risco de negativação indevida por golpe. Ou seja, quando alguém usa o CPF do consumidor para contratação de serviços sem autorização.
Quando a negativação indevida é comprovada, o consumidor tem direito de receber uma indenização por danos morais, que pode chegar ao valor de R$10 mil.

### Principais Serviços de Proteção ao Crédito do Brasil: Serasa, SPC Brasil e SCPC Boa Vista
Apesar da existência de vários serviços de proteção ao crédito no mercado, o mercado brasileiro apresenta três grandes Birôs de Crédito: Serasa, SPC Brasil, e SCPC Boa Vista.
O Serviço Central de Proteção ao Crédito (SCPC) é um serviço prestado pela Boa Vista Serviços, que tem como finalidade fornecer informações gerais de crédito.
Já o SPC Brasil concentra, principalmente, os dados do comércio, ou seja, de lojistas, e atua em parceria com as CDLs, as associações comerciais locais e o cadastro da nacional da RENIC.
Por fim, a Serasa, atualmente chamada de Serasa Experian, tem o maior banco de dados da América Latina, e reúne informações de diversas fontes, inclusive dívidas com instituições financeiras e bancárias.